# Armand Lanoux
Pour les articles homonymes, voir Lanoux (homonymie).
Armand Lanoux, né le 24 octobre 1913 à Paris XIIe, mort le 23 mars 1983 à Champs-sur-Marne, est un écrivain français, lauréat du prix Goncourt 1963.

## Biographie
Ce fils d'employé de banque arrive à Chelles avec sa famille dès 1914. Adolescent, il sera formé au cours complémentaires de Meaux.
Il fait d’abord plusieurs métiers, instituteur, dessinateur de sujets pour boîtes de bonbons, employé de banque (c’était le métier de son père Aimé), représentant en livres de luxe, artiste peintre, journaliste...
En 1939, il est mobilisé comme officier, puis fait prisonnier,,. Il est libéré en 1941, sur intervention personnelle de Jacques Doriot auprès de l'occupant allemand car il travaillait depuis 1937 dans le journal de ce dernier La Liberté. Après sa libération, il travaille pour le Gouvernement de Vichy dans le service de l'Information auprès de Paul Marion.
Il devient membre du comité littéraire de l’éditeur Arthème Fayard (1950), directeur de la revue À la page (1964), préside le Comité de la télévision française en 1958-1959, est nommé Secrétaire général de l’Université radiophonique et télévisuelle internationale. Membre de l’Association France-URSS, il participe à la rédaction du Code des Usages.
Il écrit dans plusieurs genres : le roman (policier, naturaliste, souvenirs comme prisonnier de guerre), l’essai (souvent sur Paris), la biographie : Bonjour Monsieur Zola, 1954 ; Maupassant le bel ami, 1967 ; Adieu la vie, adieu l’amour (sur Dorgelès), 1976, la chronique, le théâtre, la poésie (prix Guillaume-Apollinaire 1953 pour Colporteur). On lui doit aussi des textes consacrés à des artistes peintres comme Iris Raquin, Jeanne Socquet et Eduardo Pisano.
De 1957 à 1982, il séjourne plusieurs mois par an à Saint-Jean-Cap-Ferrat. Il est le lauréat du prix Interallié, en 1956, pour Le Commandant Watrin et du prix Goncourt, en 1963, pour Quand la mer se retire. Il devient membre de l’Académie Goncourt en 1969.
N’hésitant pas à sacrifier à l'humour, il fait à l'occasion du 1er avril 1964 la promotion de l’Annuaire du téléphone, lors d'une interview parodique réalisée par Francis Blanche.
En 1967, il confie au compositeur-interprète Ted Scotto le texte d’une chanson, Daniel tu cries, qui est sélectionnée pour le festival de la Rose d'Or d'Antibes la même année.
En 1970, il coécrit avec le réalisateur Marcel Cravenne le scénario du Lys dans la vallée, d’après le roman d’Honoré de Balzac. Son roman Le Berger des abeilles est ensuite porté à la télévision, en 1976, par Jean-Paul Le Chanois. En 1980, il adapte le roman de Balzac, La Peau de chagrin, à la télévision pour Michel Favart.
Il meurt à Champs-sur-Marne, ville où un collège porte ensuite son nom. Son épouse, la poétesse Catherine Tolstoï, est décédée en 2003.
Le fonds d'archives d'Armand Lanoux est conservé au centre d'archives de Montréal de Bibliothèque et Archives nationales du Québec.
Respectant sa volonté, son journal intime tenu d'avril 1931 à février 1983 (19 volumes et plus de 5000 pages) a été confié au fonds de l'Académie Goncourt en septembre 2003 (archives municipales de la ville de Nancy) où il peut y être consulté. Également déposés les tapuscrits originaux de ses principaux ouvrages ainsi que de nombreux éléments manuscrits (bibliographie, chronologie, etc.).

## Décorations
- Chevalier de la Légion d'honneur
- Croix de guerre 1939–1945
- Commandeur de l'ordre des Arts et des Lettres[7]

## Œuvre
- 1943 : La Canadienne assassinée (Colbert)
- 1946 : Le Pont de la folie (Colbert)
- 1947 : L’Affaire de l’impasse Ronsin
- 1948 : La Nef des fous (Amiot-Dumont/Julliard) — prix du roman populiste
- 1949 : L’Enfant en proie aux images (Labeyrie)
- 1949 : La Classe du matin (Fayard)
- 1951 : Cet âge trop tendre (Julliard)
- 1952 : Les Lézards dans l’horloge (Julliard) — Grand Prix du roman de la Société des gens de lettres
- 1953 : Colporteur (Seghers) — prix Guillaume-Apollinaire
- 1954 : Bonjour, Monsieur Zola (Amiot-Dumont/Hachette)
- 1956 : Le Photographe délirant (Seghers)
- 1956 : Le Commandant Watrin (Julliard) — prix Interallié, premier volume dont Lanoux fera une trilogie (avec Le Rendez-vous de Bruges et Quand la mer se retire) en 1964 sous le titre de Margot l'enragée
- 1957 : Yododo (Fayard)
- 1957 : Paris 1925 (Robert Delpire)
- 1958 : Le Rendez-vous de Bruges (Julliard), deuxième volume de la trilogie de Margot l'enragée
- 1958 : Un jeune homme en habit
- 1959 : La Tulipe orageuse (Seghers)
- 1959 : À quoi jouent les enfants du bourreau ? (Julliard) ; édition définitive en 1972 sous le titre de La Tête tranchée : à quoi jouent les enfants du bourreau ? (Julliard)
- 1961 : Amours 1900 (Hachette), réédité en 1973 sous le titre 1900, la bourgeoisie absolue (Hachette)
- 1963 : Quand la mer se retire (Julliard)— prix Goncourt, troisième volume de la trilogie de Margot l'enragée
- 1967 : Le Violon dans le feu (Julliard)
- 1968 : Les châteaux de sable (Chez l'auteur)— illustration de Georges Laporte
- 1971 : La Polka des canons (Grasset)
- 1971 : Le Coq rouge (Grasset)
- 1974 : Le Berger des abeilles (Grasset)
- 1977 : Adieu la vie, adieu l'amour... (Albin Michel)
- 1983 : Madame Steinheil ou la Connaissance du président (Grasset)
- 1988 : La Corsetière prodigieuse (Jean-Pierre Kupczyk éditeur)